# Vjačeslav Pozdnjakov
Vjačeslav Vladimirovič Pozdnjakov (in russo Вячеслав Владимирович Поздняков?; Jaroslavl', 17 giugno 1978) è uno schermidore russo, vincitore di una medaglia di bronzo ai giochi olimpici.

## Palmarès
In carriera ha conseguito i seguenti risultati:
- Giochi Olimpici:

Atene 2004: bronzo nel fioretto a squadre.
- Europei di scherma

Bourges 2003: bronzo nel fioretto a squadre.
Copenaghen 2004: oro nel fioretto a squadre.